# Rejestr przesuwający z liniowym sprzężeniem zwrotnym
Rejestr przesuwający z liniowym sprzężeniem zwrotnym (ang. linear feedback shift register, LFSR) – rejestr przesuwający, którego bit wejściowy jest funkcją liniową jego poprzedniego stanu.
Jedynymi funkcjami liniowymi w dziedzinie pojedynczych bitów są EX-OR oraz EX-NOR. Z tego powodu LFSR można zdefiniować jako rejestr przesuwający, którego wejście jest wysterowane funkcją XOR stanów kilku z komórek tworzących rejestr.
Najczęstsze zastosowania LFSR to generowanie liczb pseudolosowych i pseudoszumu.
Każdy LFSR jest związany z określonym wielomianem z pierścienia wielomianów {\displaystyle R[t],} gdzie {\displaystyle R} jest ciałem skończonym {\displaystyle \mathbb {Z} _{2}.}
Okres rejestru jest ograniczony przez stopień stowarzyszonego z nim wielomianu i wynosi maksymalnie {\displaystyle 2^{d}-1,} gdzie {\displaystyle d} jest stopniem wielomianu (ciało {\displaystyle \mathbb {Z} _{2}} ma charakterystykę równą 2).
Okres danego LFSR jest maksymalny jeżeli stowarzyszony z nim wielomian jest wielomianem pierwotnym. Rejestr taki, nazywamy rejestrem maksymalnej długości.
Liczba wielomianów pierwotnych stopnia {\displaystyle d} jest wyznaczona przez funkcję Eulera i wynosi {\displaystyle \varphi (2^{d}-1)/d.}
Tak więc, dla przykładu dla rejestrów długości 7 istnieje dokładnie {\displaystyle \varphi (2^{7}-1)/7=\varphi (127)/7=126/7=18} rejestrów maksymalnej długości.
Jeżeli znany jest stopień wielomianu wystarczy zaledwie {\displaystyle 2d} bitów wyjścia rejestru, by znaleźć ów wielomian. (Gdyż należy rozwiązać {\displaystyle d} równań, każde z {\displaystyle d} niewiadomymi, ale żeby otrzymać {\displaystyle d} równań wystarczy zaledwie {\displaystyle 2d} bitów wyjścia)
W celu stosowania rejestrów w kryptografii, np. w szyfrach strumieniowych wykorzystuje się różne metody przełamywania liniowości:
- nieliniowa kombinacja kilku bitów z aktualnego stanu rejestru,
- kombinacja bitów z kilku różnych rejestrów za pomocą funkcji nieliniowej,
- nieliniowa kombinacja bitów z kilku różnych rejestrów (np. generator redukujący)[1],
- regulacja większościowa częstotliwości taktowania rejestru (np. taka jak w szyfrze strumieniowym A5/1).